# Sar Garū
Sar Garū (persiska: سر گرو) är en ort i Iran.   Den ligger i provinsen Kerman, i den sydöstra delen av landet, 1 100 km sydost om huvudstaden Teheran. Sar Garū ligger 547 meter över havet och antalet invånare är 132.
Terrängen runt Sar Garū är kuperad åt sydväst, men åt nordost är den platt. Runt Sar Garū är det glesbefolkat, med 8 invånare per kvadratkilometer. Närmaste större samhälle är Nezhdānlū, 17,6 km väster om Sar Garū. Trakten runt Sar Garū består i huvudsak av gräsmarker.